# Сидамон-Эристов, Георгий Дмитриевич
Георгий Дмитриевич Сидамон-Эристов (Сидамонов-Эристов) (26 августа 1865, Тифлис — 23 января 1953, Гренобль) — начальник Временного управления по делам общественной полиции и обеспечению имущественной безопасности граждан.

## Биография
Происхождением старинного грузинского рода, князь, масон, общественный деятель, меценат. Член Петроградского художественного общества, один из покровителей «Бродячей собаки». Адвокат, частный поверенный по Санкт-Петербургскому окружному суду (1895), присяжный поверенный округа Петроградской судебной палаты, член Совета присяжных поверенных в 1917 году, присяжный стряпчий при Петроградском коммерческом суде.
В период Временного правительства товарищ председателя Совета присяжных поверенных, после Октябрьской революции был председателем Сухумского окружного суда, затем посланником Грузии в Варшаве.
11 марта 1917 года опубликовано постановление Временного правительства «Об упразднении Департамента полиции и об учреждении Временного управления по делам общественной полиции и обеспечению имущественной безопасности граждан», после которого полиция России юридически прекратила своё существование. Бывший министр и руководители Департамента полиции арестованы, все полицейские чиновники выведены за штаты. Для расследования деятельности Департамента полиции и ликвидации дел политического характера назначена специальная комиссия. Отдел, руководивший сыскной полицией, планируется передать в Департамент юстиции. Особый отдел, ведавший делами охранных отделений, ликвидируется. Главное управление по делам печати с его цензурными функциями упраздняется.
Временное управление по делам общественной полиции состоит из 48 служащих, половина из которых служила ещё в царском МВД, и возглавляет его представитель партии кадетов Г. Д. Сидамон-Эристов. Управление занимается подготовкой нормативно-правовой базы для новой милиции, не вникая при этом в её деятельность на местах.
На следующий день, 12 марта 1917 года, главным инспектором по пересылке арестантов и заведующим этапно-пересыльной частью Главного штаба генералом Н. И. Лукьяновым, десять лет руководившим внутренней стражей, издаётся приказ с призывом к своим войскам «проявить лояльность и верность Временному правительству».

## Адрес
Апартаменты по Потёмкинской улице (чётные номера) стоимостью 3300 рублей в год и общей площадью 361 квадратный метр, количество санузлов: 4; количество печей и каминов: 3.

## Масонство
Князь занимал видное положение в масонских кругах (увлечение масонством и другими оккультными учениями вновь стало популярно на рубеже веков). Был избран в Верховный совет масонских лож.
Состоял в перечисленных масонских ложах:
- Ложа «Северное сияние», 2-й наблюдатель[4].
- Ложа «Полярная звезда», посвящён после инсталляции ложи[5].
- Ложа «Верховного совета Великого Востока всех народов России», член совета до 1912 года[6].

## Семья
Брат Борис — камергер канцелярии императора, подпоручик лейб-гвардии — и его жена Екатерина Александровна, урожденная княгиня Лобанова-Ростовская, занимали видное положение в высшем свете Москвы.

## Эмиграция
В эмиграции жил во Франции. С 1921 года — член Союза русских адвокатов во Франции. Похоронен на местном кладбище Гренобля.